# 浸食 〜lose control〜
「浸食 〜lose control〜」（しんしょく ルーズ コントロール）は、日本のロックバンド、L'Arc〜en〜Cielの12作目のシングル。1998年7月8日発売。発売元はKi/oon Records。

## 概要
「HONEY」「花葬」のシングル2作と合わせ、＜シングル3枚同時発売＞された内の一作。
本作の表題曲「浸食 〜lose control〜」は、1998年7月11日に日本で公開が開始されたトライスターピクチャーズ/東宝配給映画『GODZILLA』の挿入曲に使用されている。この曲は、レコード会社から「映画『GODZILLA』のサントラの話が来てるから書き下ろさないか？」という提案があり、メンバー4人全員、ゴジラが好きだったため、その提案を受け制作が始まっている。そのため、hydeは楽曲制作に関し「こんなに大前提があったのは今回が初めて」と語っている。また、この曲はkenが過去に作っていた音源の断片を基に制作されており、変拍子を多用した"静"と"動"が交錯するオカルティックなハード・ナンバーに仕上げられている。ちなみに、映画のサウンドトラックに提供することを前提に楽曲制作が始まったため、音源は1998年3月に録り終えていたという。（詳細は楽曲解説の項目を参照）
また、カップリング曲には、表題曲のリミックス音源「浸食 〜lose control〜 (control experiment mix)」が収録されている。今回リミックス音源を収録することにしたのは、サントラから「浸食」をシングルカットするにあたり、tetsuyaが「すでに発売されてるもの1曲だと弱い」「リミックスを入れよう」と提案したことがきっかけとなっている。当初は海外のアーティストにリミックスを依頼するプランもあったというが、紆余曲折があり、yukihiroがリミックスを担当することになった。yukihiroは、自身がリミックスを担当することになった経緯について「リミックスは前のバンド（DIE IN CRIES）でもやってたし、ラルクの曲でもやりたいって思ってたところにこの話が出て、「浸食」はアイデアもあったから"俺にやらせてよ"って」「歌詞をちゃんと使ってくれるんなら、外国人に頼むのもOKって思ったんですけど。外国人に頼むと歌詞を分断されがちだから、それを避けたくて」と述べている。
他のメンバー3人がyukihiroの手掛けたリミックス音源を気に入ったことに端を発し、2000年に発表したシングル「NEO UNIVERSE／finale」までのシングル7作品のカップリングに、yukihiroが手掛けたL'Arc〜en〜Cielの楽曲のリミックス音源が収録されることとなった。ちなみにこのリミックス企画では、yukihiroが1980年代後半からイギリス・マンチェスターを中心に巻き起こったマンチェスター・ムーブメントの影響を受けていることもあってか、ハウスやインダストリアルを中心としたダンス・ミュージックを意識したリミックスが多く手掛けられている。

## リリース

### リリースの経緯
本作の表題曲は、1998年5月にアジア地域限定で発売された映画『GODZILLA』のサウンドトラック『GODZILLA THE ALBUM』に提供するために制作されていた楽曲であり、「HONEY」「花葬」よりも前に完成を迎えていた。そしてこの曲は当初、あくまでサントラにだけ収録する予定で、シングルカットする予定はなかったという。ただ、バンドのディレクターを務めた中山千恵子曰く、映画の監督の意向によりこの曲が劇中で急遽使われることとなり、これをきっかけとしてシングルカットが決まり、リミックス音源をカップリングに付けるかたちで「HONEY」「花葬」と合わせ＜シングル3枚同時発売＞するに至ったという。
ただ、「浸食 〜lose control〜」が変拍子を乱発したハードかつダークな曲であったため、作曲者であるkenはシングル表題曲になることが決まった際に「こんなのがチャートにはいるわけがない」と思っていたという。バンドの共同プロデューサーを務める岡野ハジメも、2006年に受けたインタビューにおいて「（こういった）変拍子の曲、そんな売れないっすよ（笑）、どう考えてもね。客観的にも、プロデューサーとして考えても」と述べている。なお、岡野は同インタビューの中で「それでも枚数が売れてしまっている、ある種のパーティタイム的な。だからこそ実験的なこともいっぱいできた」とも語っている。ちなみにhydeは、本作発売当時に受けた音楽雑誌のインタビューの中で「今回のシングルはちょっとマニアックだと思うんやけど、この時期にこういうことをするのがいいと思う。今までだと、ただ単にロック・バンドがアンダーグラウンドな曲を出して、売れもせずにそのまま消えていくだけやと思うけど、今の状況だと街中にあふれる可能性がある。それがカッコいい」と語っており、ハードでダークな変拍子の曲を混ぜた"シングル3作同時リリース"という企画に対し、前向きなコメントを残している。
余談だが、前記のサントラにはL'Arc〜en〜Ciel以外に、レディオヘッドやフー・ファイターズ、ジャミロクワイといった海外アーティストの楽曲が収録されている。kenは、このサントラについて「普段、自分たちが聴いている人たちと名前が並ぶっていうのが、単純にうれしい」、tetsuyaは「自分たちの好きなアーティストもいたりして、その人たちといっしょに1枚のアルバムに僕らの曲が収録されるのは、すごい光栄」とコメントしている。なお、サントラには副題のない「浸食」というタイトル表記で先行収録されている。

### リリースプロモーション
本作のリリースプロモーションとして、本作発売の約4ヶ月前の1998年3月27日に放送されたテレビ朝日系音楽番組『ミュージックステーション スペシャル』において、「DIVE TO BLUE」と共に表題曲がメドレー形式でテレビ初披露されている。ただ、この出演タイミングでは副題の「〜lose control〜」を正式タイトルに付ける予定がなかったため、「浸食」というタイトルで披露されている。余談だが、本作のジャケットに記載されたタイトル表記が、「浸食」の下に「lose control」と記されていたため、当時メディアで曲名を表示する際、表記が曖昧になっていた。事実、本作発売当初は「〜」を使用せず、並記するかたちで「浸食 lose control」と表記されることが多かった。そしてオリコンチャートにおいても、「浸食 lose control」という表記でチャートインしている。また、フジテレビ系番組『LOVE LOVE あいしてる』に出演した際、司会のKinKi Kidsとhydeがコラボレーションし表題曲を披露したが、このときもこの表記で放送されている。なお、JASRACの作品データベース、公式サイトのディスコグラフィー、公式YouTubeアーティストチャンネル、1999年発表のアルバム『ray』、2007年発表の映像作品『15th L'Anniversary Live』、2011年発表の映像作品『20th L'Anniversary LIVE -Complete Box-』『-Day 2-』のブックレットでは「〜」ではなく「-」で表記されている。ただ、2018年発表のライヴアルバム『25th L'Anniversary LIVE』などのブックレットでは「〜」と表記されており、現在に至るまでオフィシャルでも表記が統一されていない状態となっている。
そして1998年5月13日に、全国7都市の街頭ビジョンで本作を含めた"シングル3枚同時発売"が大々的に告知されている。
本作発売週には、ビルに立て籠もった指名手配犯が「3枚同時！3枚同時に持ってこい！」と要求するテレビCMが全国放送されている。ちなみに、このテレビCMには刑事役としてプロレスラーの藤原喜明が出演している。また、1998年7月10日には、テレビ朝日系音楽番組『ミュージックステーション』に再び出演し表題曲を披露している。この放送回では、崩れた白い柱に血を模した液体を流す演出が行われた。この演出はメンバーも印象に残っている演出だったようで、後年にhydeは「普通やらないことをやってもらえて嬉しかった」、kenは「あの時間帯にこういう演出するんだ、凄いなと思った」と振り返っている。
余談だが、2019年12月3日には前記のテレビCMをセルフリメイクしたCMが制作されている。L'Arc〜en〜Cielはセルフリメイク版の公開日に公式YouTubeアーティストチャンネルを開設しており、これに合わせて「HONEY」「花葬」「浸食 〜lose control〜」の3曲のミュージック・ビデオを同サイトにて期間限定で同時公開している。

### リリース形態
本作は、通常盤（CD）の1形態でリリースされており、L'Arc〜en〜Cielの作品としては初の12cmシングル（マキシシングル）でのリリースとなった。初回限定仕様はスーパーピクチャーレーベル仕様となっている。ちなみに、2006年のシングル14作品再発企画においても、本作はスーパーピクチャーレーベル仕様の12cmシングルで再発売されている。なお、ピクチャーレーベルには、1998年発表のオリジナル盤ではジャケットデザインを、2006年発表の再発盤ではメンバーのアーティストフォトを使用している。
また、同日に発売された「HONEY」「花葬」のシングル2作は同じ8cm盤かつジャケットの被写体も同一人物と関連性があったが、本作に関してはサントラからのシングルカットが急遽決まったためか、ジャケットデザインに他2作と関連した要素がない。

### チャート
発売初週となる1998年7月20日付のオリコン週間シングルチャートでは、初動50万枚以上を売り上げ初登場3位を獲得している。この初動売上はオリコン週間3位の初動としてはオリコンチャート歴代最高記録となっている。また、発売翌週の1998年7月27日付のオリコン週間シングルチャートでは、発売初週からランクアップし最高位2位を記録。発売翌々週には週間5位、さらに次の週には週間10位を記録し、「HONEY」「花葬」を含めオリコン週間シングルチャートに4週連続3作同時TOP10入りを達成している。
本作のフィジカルの累計売上は約93.8万枚という高いセールスを記録したが、同時発売されたシングル3作の中で唯一ミリオンに届いていない。そのため、バンドの共同プロデューサーを務めた岡野ハジメ曰く、当時のtetsuyaはとても悔しがっていたという。

## ミュージックビデオ
表題曲「浸食 〜lose control〜」のミュージック・ビデオは、「花葬」の映像監督も担当したHiguchinskyがディレクターを務めた作品となっている。
このミュージック・ビデオは、1999年8月11日に発表したクリップ集『CHRONICLE』に初収録されている。また、2019年12月3日には公式YouTubeアーティストチャンネルにおいて、ミュージック・ビデオに新たに制作したCMを挟んだバージョンの映像を約1週間限定で公開している。この期間限定の映像公開が終わった同年12月11日からは、同サイトでオリジナルのミュージック・ビデオの無料公開が開始されている。

## 収録曲
| #         | タイトル                                           | 作詞      | 作曲      | 編曲                          | 時間  |
| --------- | -------------------------------------------------- | --------- | --------- | ----------------------------- | ----- |
| 1.        | 「浸食 〜lose control〜」                          | hyde      | ken       | L'Arc〜en〜Ciel, Hajime Okano | 4:48  |
| 2.        | 「浸食 〜lose control〜 (control experiment mix)」 | hyde      | ken       | Remixed by yukihiro           | 6:07  |
| 合計時間: | 合計時間:                                          | 合計時間: | 合計時間: | 合計時間:                     | 10:55 |

## 楽曲解説
1. 浸食 〜lose control〜
  - 作詞: hyde / 作曲: ken / 編曲: L'Arc〜en〜Ciel & Hajime Okano

変拍子を多用した"静"と"動"が交錯するオカルティックなハード・ナンバー[2]。レコード会社からの「映画『GODZILLA』のサントラの話が来てるから書き下ろさないか？」という提案がきっかけで制作された楽曲で[2]、後に映画の挿入曲に起用されることが決まったことで本作の表題曲として発表された[7]。
前述の映画のサウンドトラックに楽曲提供するにあたり、作曲を担当したkenは大怪獣ゴジラをイメージし、自身が過去に作っていた音源の断片を基に楽曲制作を行っている[4]。この曲の制作エピソードについて、kenは「もともと断片的にあったものなんだけど。で、『ゴジラ』の話を聞いた時、これは絶対ハマると思ったから、"ぜひやらせて"って言って完成させました[15]」「バンドで演奏してみて、もっとグッとくる感じにしたいと思ったから変拍子をさらにややこしくした[15]」と本作発売当時のインタビューで語っている。また、kenはこの曲のイメージについて「全体的に壊れた雰囲気を出したかった。演奏自体ではなく、演奏してる時の自分が壊れてるって感じがね[15]」と語っている。ちなみに副題の「lose control」は、kenがこの曲の断片を作ったときに、自身の頭に浮かんでいた言葉だったといい、kenはhydeが作詞作業をする段階でこのイメージを伝えたという[15]。
また、この曲は、柱時計のような音を合図にゆったりとしたギターのアルペジオから始まるが、サビに向かうにつれノイズ音が入り、変拍子を連発したハードな曲調に変貌する構成となっている。この曲の拍について、kenは「1小節ごとに変わる部分とかね、いろいろあるんで、ひと言で"何拍子だ"とは言えない[16]」と述べている。この曲は大きく分けると4/4拍子と7/8拍子となるが、本作発売当時に受けた音楽雑誌のインタビューでkenは「それ（4/4拍子と7/8拍子）を5と2にわけるか、3と4にわけるかの脳ミソの使い分け[16]」をしたという。
さらに、イントロのギターのアルペジオでは擦れた音が1音入っているが、このプレイについてkenは「ディミニッシュにEを入れてぶつけてるから、やんわりしないと響いた感じにならない。Aに入った時のためにその手前を緩くしている[17]」と語っている。余談だが、2020年2月23日にテレビ朝日系列で放送された『関ジャム 完全燃SHOW』の「プロが選ぶすごいイントロ特集」という企画において、川谷絵音（indigo la End、ゲスの極み乙女。）はこの曲をあげ、「L'Arc〜en〜Cielの楽曲は名イントロの宝庫。イントロに1番バリエーションのあるバンドだと思う。この曲は時計の音がめっちゃ怖い。ギターのアルペジオの最後の1音だけ、ミスタッチみたいに擦れていて、タイミングも違う。狙っているとは思うが、すごく耳に残る[18][19]」とコメントしている。
歌詞もオケと同様に、ゴジラというキャラクターを意識したうえで手掛けられている。作詞を担当したhydeは「詞を書くにあたって、こんなに大前提があったのは今回が初めて[3]」「映画のサントラっていう前提があったんで、まずゴジラとはどんな存在なんだろうっていうのを自分なりに解釈してみた」と本作発売当時のインタビューで語っている。ゴジラというキャラクターが"水爆実験の結果生まれた怪獣"であること、そしてゴジラという作品が"人間社会が生み出した怪獣が街を破壊していくという物語"であること、といった背景を踏まえ「社会的な状況によって理性が失われて、本能のみで暴走してしまうような感覚」をテーマにhydeは歌詞を書いたという。こういったリリックのテーマを反映するかのように、歌詞の最後に＜I died then my instinct was born (私が死んで 私の本能が生まれた）＞というフレーズが何度も登場している。歌詞のテーマについて、hydeは「まずゴジラってなんやろうと思ったら、アレじゃないですか。水爆実験で、昔に眠ってた恐竜が怪獣になったというストーリーでしょ？それでソイツが街を襲うという。だから、なんかのきっかけで自分が理性を失う瞬間って、あるじゃないですか。そういうところで書いていきましたね[3]」と語っている。
ちなみに、作詞作業の前段階において、この曲を映画のサントラに収録することを考慮し、歌詞を全て英語詞にするという案があがっていたという。ただ、hydeに「慣れない英語で書くより、日本語で書いたほうが気持ちも伝わる[3]」という思いがあったことから、この案は白紙化されている。また、hyde曰く、タイトルも日本語にすることを決めていたという[3]。
2. 浸食 〜lose control〜 (control experiment mix)
  - 作詞: hyde / 作曲: ken / リミックス: yukihiro

表題曲「浸食 〜lose control〜」のyukihiroによるリミックス曲で、yukihiroがL'Arc〜en〜Cielとして発表する初のリミックス音源となっている。
リミックスを手掛けたyukihiro曰く「ドラムンベース的だけど、ロック・テイストのあるカンジ[20]」で制作したといい、「アイディアの素はナイン・インチ・ネイルズのある曲だったりする[20]」と述べている。ちなみに、元の音源から引用している部分はhydeのボーカルぐらいで、他はほぼリメイクに近いアレンジとなっている[6]。この曲のリミックス作業について、yukihiroは「（元の音源は）テンポも途中で変わるし、同時に使えるものが少なかった。だからテクノの人達がやるリミックスに近いかもしれないですね。"元曲はなんなんだ？"っていう。ああいう人たちは元曲を聴いて受けたインスピレーションで作ってると思うんだけど、それに近いかもしれないですね[6]」と本作発売当時に語っている。
2000年6月に発表したリミックスアルバム『ectomorphed works』には、このリミックスとは別バージョンの「浸食 -lose control- [ectoborn mix]」が収録されている。余談だが、yukihiroは本作収録版のリミックスに納得しておらず、アルバムへ収録するにあたり、「浸食」のリミックスに関してはやり直すことを早くから決めていた、とリミックスアルバム発売時のインタビューで語っている[21]。

## タイアップ
浸食 〜lose control〜
- トライスターピクチャーズ/東宝配給映画『GODZILLA』挿入曲

## 参加ミュージシャン
- hyde：Vocal
- ken：Guitar
- tetsu：Bass
- yukihiro：Drum
- 浸食 〜lose control〜
  - ken：Keyboard & Programming
  - 岡野ハジメ：Keyboard & Programming
  - 斎藤仁：Keyboard & Programming
  - yukihiro：Keyboard & Programming

## 収録アルバム
オリジナルアルバム
- 『ray』 (#1)

ベストアルバム
- 『The Best of L'Arc〜en〜Ciel 1998-2000』 (#1)

リミックスアルバム
- 『ectomorphed works』 (#2,別リミックスバージョン)

サウンドトラック
- 『GODZILLA THE ALBUM』※アジア地域限定発売 (#1)